# Campeonato Mundial Júnior de Natação de 2017
A 6ª edição do Campeonato Mundial Júnior de Natação foi realizada de 23 à 28 de agosto de 2017 no Indiana University Natatorium, em Indianápolis, nos Estados Unidos. Contou com a presença de aproximadamente 1.000 nadadores de 100 nacionalidades. Essa edição ficou marcada pela entrada da categoria mista, composta por nadadores masculino e feminino. 

## Resultados
Competiram atletas com idade inferior a 18 anos. Abaixo os resultados finais do campeonato. 

### Feminino
| Evento         | Ouro | Ouro         | Prata | Prata         | Bronze | Bronze   |
| -------------- | --- | ------------ | --- | ------------- | --- | -------- |
| Livre          | |              | |               | |          |
| 50 m           | Rikako Ikee · Japão | 24.59        | Grace Ariola · Estados Unidos | 24.82         | Sayuki Ouchi · Japão | 25.07    |
| 100 m          | Freya Anderson · Reino Unido                                                                                                  | 53.88        | Rikako Ikee · Japão | 54.16         | Kayla Sanchez · Canadá | 54.44    |
| 200 m          | Taylor Ruck · Canadá | 1:57.08      | Ajna Késely · Hungria | 1:57.10       | Irina Krivonogova · Rússia | 1:58.51  |
| 400 m          | Ajna Késely · Hungria | 4:06.72      | Delfina Pignatiello · Argentina | 4:08.33       | Anastasiia Kirpichnikova · Rússia                                                                                                  | 4:08.73  |
| 800 m          | Delfina Pignatiello · Argentina                                                                                               | 8:25.22 ,    | Ajna Késely · Hungria | 8:30.62       | Agueda Cons Gestido · Espanha | 8:30.85  |
| 1500 m         | Delfina Pignatiello · Argentina                                                                                               | 15:59.51 ,   | Ajna Késely · Hungria | 16:15.68      | Agueda Cons Gestido · Espanha | 16:17.84 |
| Costas         | |              | |               | |          |
| 50 m           | Natsumi Sakai · JapãoJade Hannah · Canadá                                                                                     | 27.93        | Não concedido | Não concedido | Grace Ariola · Estados Unidos | 28.11    |
| 100 m          | Regan Smith · Estados Unidos                                                                                                  | 59.11 WJR,   | Taylor Ruck · Canadá | 59.23         | Jade Hannah · Canadá | 59.62    |
| 200 m          | Regan Smith · Estados Unidos                                                                                                  | 2:07.45      | Alexandra Sumner · Estados Unidos | 2:09.04       | Natsumi Sakai · Japão | 2:09.34  |
| Peito          | |              | |               | |          |
| 50 m           | Emily Weiss · Estados Unidos                                                                                                  | 30.78        | Faith Knelson · Canadá | 30.91         | Mona McSharry · Irlanda | 30.97    |
| 100 m          | Mona McSharry · Irlanda | 1:07.10      | Faith Knelson · Canadá | 1:07.47       | Zoe Bartel · Estados Unidos | 1:07.63  |
| 200 m          | Zoe Bartel · Estados Unidos                                                                                                   | 2:25.68      | Ella Nelson · Estados Unidos | 2:27.04       | Annabel Guye-Johnson · Reino Unido                                                                                                 | 2:27.42  |
| Borboleta      | |              | |               | |          |
| 50 m           | Rikako Ikee · Japão | 25.46 WJR,   | Sara Junevik · Suécia | 26.18         | Rebecca Smith · Canadá | 26.22    |
| 100 m          | Rikako Ikee · Japão | 57.25        | Rebecca Smith · Canadá | 58.07         | Suzuka Hasegawa · Japão | 58.60    |
| 200 m          | Emily Large · Reino Unido | 2:07.74      | Suzuka Hasegawa · Japão | 2:08.29       | Keanna MacInnes · Reino Unido | 2:09.64  |
| Medley         | |              | |               | |          |
| 200 m          | Miku Kojima · Japão | 2:12.42      | Kayla Sanchez · Canadá | 2:12.64       | Cyrielle Duhamel · França | 2:13.31  |
| 400 m          | Miku Kojima · Japão | 4:39.14      | Anna Sasaki · Japão | 4:40.99       | Anja Crevar · Sérvia | 4:42.24  |
| Revezamento    | |              | |               | |          |
| 4×100 m livre  | Canadá · Taylor Ruck (53.63 ) · Penny Oleksiak (53.70) · Rebecca Smith (54.65) · Kayla Sanchez (54.21) · Faith Knelson        | 3:36.19 WJR, | Estados Unidos · Lucie Nordmann (55.15) · Alex Walsh (54.87) · Julia Cook (55.39) · Grace Ariola (54.28) · Kate Douglass · Kelly Pash                                        | 3:39.69       | Japão · Sayuki Ouchi (55.61) · Miku Kojima (56.37) · Rikako Ikee (53.35) · Natsumi Sakai (55.26) · Anna Sasaki                     | 3:40.59  |
| 4×200 m livre  | Canadá · Kayla Sanchez (1:59.01) · Penny Oleksiak (1:56.86) · Rebecca Smith (1:58.66) · Taylor Ruck (1:56.94) · Mabel Zavaros | 7:51.47 WJR, | Rússia · Irina Krivonogova (1:58.61) · Polina Nevmovenko (2:00.50) · Vasilissa Buinaia (2:00.37) · Anastasiia Kirpichnikova (1:57.85) · Katarina Milutinovich                | 7:57.33       | Japão · Waka Kobori (2:00.53) · Rikako Ikee (1:56.54) · Sayuki Ouchi (2:01.11) · Suzuka Hasegawa (2:03.91)                         | 8:02.09  |
| 4×100 m medley | Canadá · Jade Hannah (1:00.68) · Faith Knelson (1:07.86) · Penny Oleksiak (56.91) · Taylor Ruck (52.93) · Kayla Sanchez       | 3:58.38 WJR, | Estados Unidos · Regan Smith (59.11 WJR, ) · Zoe Bartel (1:07.17) · Lucie Nordmann (58.66) · Grace Ariola (54.25) · Alexandra Sumner · Emily Weiss · Kelly Pash · Alex Walsh | 3:59.19       | Japão · Natsumi Sakai (59.77) · Miku Kojima (1:09.01) · Rikako Ikee (56.94) · Sayuki Ouchi (54.25) · Suzuka Hasegawa · Anna Sasaki | 3:59.97  |

### Misto
| Evento         | Ouro | Ouro         | Prata | Prata   | Bronze | Bronze  |
| -------------- | --- | ------------ | --- | ------- | --- | ------- |
| Revezamento    | |              | |         | |         |
| 4×100 m livre  | Canadá · Ruslan Gaziev (49.99) · Alexander Pratt (50.95) · Taylor Ruck (52.72) · Penny Oleksiak (52.99)                                   | 3:26.65 WJR, | Austrália · Elijah Winnington (49.66) · Jordan Brunt (49.22) · Jemima Horwood (54.89) · Eliza King (54.80) · Zachary Attard                                           | 3:28.57 | Rússia · Ivan Girev (48.64) · Andrei Minakov (49.42) · Irina Krivonogova (55.47) · Vasilissa Buinaia (55.30) · Georgii Goriachev · Gleb Karasev · Anastasiia Kirpichnikova               | 3:28.83 |
| 4×100 m medley | Canadá · Taylor Ruck (59.27) · Gabe Mastromatteo (1:00.81) · Penny Oleksiak (56.98) · Ruslan Gaziev (49.30) · Jade Hannah · Mabel Zavaros | 3:46.36      | Estados Unidos · Regan Smith (58.95) · Reece Whitley (59.42) · Nicolas Alberio (53.66) · Grace Ariola (54.77) · Lucie Nordmann · Daniel Roy · Cody Bybee · Julia Cook | 3:46.80 | Rússia · Polina Egorova (1:00.84) · Evgenii Somov (1:00.89) · Egor Kuimov (51.65) · Vasilissa Buinaia (54.94) · Anastasiia Avdeeva · Vladislav Gerasimenko · Sofya Lobova · Gleb Karasev | 3:48.32 |

## Quadro de medalhas
A seguir o quadro final de medalhas. 
| Ordem | País           | Medalha de ouro | Medalha de prata | Medalha de bronze | Total |
| ----- | -------------- | --------------- | ---------------- | ----------------- | ----- |
| 1     | Estados Unidos | 12              | 13               | 7                 | 32    |
| 2     | Canadá         | 7               | 5                | 3                 | 15    |
| 3     | Japão          | 6               | 4                | 6                 | 16    |
| 4     | Hungria        | 5               | 8                | 3                 | 16    |
| 5     | Espanha        | 3               | 1                | 2                 | 8     |
| 6     | Rússia         | 2               | 4                | 7                 | 13    |
| 7     | Itália         | 2               | 1                | 2                 | 5     |
| 8     | Argentina      | 2               | 1                | 0                 | 3     |
| 9     | Reino Unido    | 2               | 0                | 2                 | 4     |
| 10    | Irlanda        | 1               | 1                | 1                 | 3     |
| 11    | Alemanha       | 1               | 0                | 0                 | 1     |
| 12    | Polónia        | 0               | 1                | 1                 | 2     |
| 12    | França         | 0               | 1                | 1                 | 2     |
| 14    | Suécia         | 0               | 1                | 0                 | 1     |
| 15    | Austrália      | 0               | 0                | 4                 | 4     |
| 16    | Sérvia         | 0               | 0                | 1                 | 1     |
| 16    | Roménia        | 0               | 0                | 1                 | 1     |
| Total | Total          | 43              | 41               | 42                | 126   |

Legenda
| Recorde mundial       | Recorde mundial (World record)               |                       | Recorde africano                      | Recorde africano (African) |                                           | Q | Classificado por posição (Qualified) |
| Recorde do campeonato | Recorde do campeonato (Championship record)  | Recorde da América    | Recorde da América (Americas)         | q                          | Classificado por melhor tempo (Qualified) |   |                                      |
| Melhor marca do ano   | Melhor marca do ano (World leading)          | Recorde asiático      | Recorde asiático (Asian)              | DNS                        | Não largou (Did not start)                |   |                                      |
| Recorde nacional      | Recorde nacional (National record)           | Recorde europeu       | Recorde europeu (European)            | DNF                        | Não terminou (Did not finish)             |   |                                      |
| Recorde pessoal       | Recorde pessoal do atleta (Personal best)    | Recorde da Oceania    | Recorde da Oceania (Oceania)          | DSQ / DQ                   | Desclassificado (Disqualified)            |   |                                      |
| Recorde da temporada  | Recorde da temporada do atleta (Season best) | Recorde sul-americano | Recorde sul-americano (South America) | NM                         | Sem marca (No mark)                       |   |                                      |